# 哈爾魯·漢森
哈爾魯·漢森（1992年7月8日—）是一位法羅群島足球運動員。在場上的位置是中場。他現在效力於丹麥足球超級聯賽球隊賀森斯。他也代表法羅群島國家足球隊參賽。